# Мартиња вас
Мартиња вас (словен. Martinja vas) је насељено место у општини Требње, регија Југоисточна Словенија, Словенија.

## Историја
До територијалне реорганизације у Словенији била је у саставу старе општине Требње.

## Становништво
У попису становништва из 2011. године, Мартиња вас је имала 107 становника.
| Број становника према пописима | Број становника према пописима | Број становника према пописима |
| ------------------------------ | ------------------------------ | ------------------------------ |
| 1991                           | 2002                           | 2011                           |
| 102                            | 101                            | 107                            |

Напомена: Године 2013. смањен за део насеља који је проглашен за ново самостално насеље Горица на Медведјеку.